# Dennis Wilson
Pour les articles homonymes, voir Wilson.
Dennis Carl Wilson est un musicien américain né le 4 décembre 1944 à Hawthorne et mort le 28 décembre 1983 à Marina Del Rey. Il est principalement connu en tant que batteur du groupe The Beach Boys.

## Biographie
Cette section ne s'appuie pas, ou pas assez, sur des sources secondaires ou tertiaires indépendantes du sujet.

Pour l'améliorer, ajoutez-en, ou placez des modèles {{Source secondaire souhaitée}} ou {{Source secondaire nécessaire}} sur les passages mal sourcés. (novembre 2022)
Dennis Wilson est le deuxième fils de Murry Wilson et de son épouse Audree. Il est le frère cadet de Brian et le frère aîné de Carl Wilson.
Seul véritable surfeur parmi les Beach Boys, il est intégré au groupe sur l'injonction de sa mère. Batteur à la technique limitée (parfois même remplacé en studio), il acquiert progressivement un rôle plus important au sein des Beach Boys. Ses compositions commencent à apparaitre sur les albums du groupe à la fin des années 1960, lorsque Brian entre dans une période difficile.
Entre 1967 et 1969, Dennis fait la rencontre de Charles Manson. Ce dernier, véritable fan des Beach Boys, se serait directement invité chez lui afin de le rencontrer. Malgré cette intrusion brutale dans sa vie, Dennis se lie d'amitié avec lui, l'aidant même à percer dans le milieu, persuadé du talent musical et des qualités fédératrices de l'homme. Malheureusement, lorsque Charles Manson entame sa vague de crimes, il se rend à nouveau chez lui, menaçant sa famille, si Dennis ne lui rendait pas l'argent perçu par les Beach Boys après la sortie du titre Never learn not to love, chanson à l'origine écrite par Charles Manson durant leur collaboration. Cet événement le marquera à vie.
Dennis Wilson publie un album solo en 1977, Pacific Ocean Blue, qui est bien reçu par la critique et le public. L'année suivante, il commence à travailler sur un deuxième album, Bambu, mais le manque d'argent le contraint à abandonner ce projet. Plusieurs chansons prévues pour Bambu figurent sur l'album des Beach Boys L.A. (Light Album) (1979).
Dennis Wilson trouve la mort en décembre 1983 à Marina Del Rey. Ivre, il se noie après avoir plongé à plusieurs reprises dans la Marina où était naguère son bateau qu’il avait dû vendre faute d’argent. Selon ses désirs, et grâce à l'intervention du président Ronald Reagan (ancien gouverneur de Californie), son corps est plongé dans l'océan au large des côtes californiennes.

## Dans la culture populaire
En 2018, James Trevena-Brown l'interprète dans le long métrage Charlie Says de Mary Harron.